# Super Copa Gaúcha 2017
La Super Copa Gaúcha de 2017 fue la quinta edición de este torneo anual realizado por la Federação Gaúcha de Futebol. 
Este año la fórmula sufrió cambios, eliminando las Copas Regionales con campeones distintos, acercándose más a la antigua Copa FGF. La competición garantiza al campeón el derecho a elegir entre una vacante en el Campeonato Brasileño de Fútbol Serie D 2018 o para la Copa de Brasil 2018, además de disputar la Recopa Gaúcha, contra el Internacional, Campeón del Campeonato Gaúcho.

## Participantes
Los participantes fueron divulgados por la FGF tras el congreso técnico, el 10 de julio.
- Después de confirmar la participación, Futebol Avenida, Lajeadense , Paso Hondo y Futebol Rio Grande anunciaron que no disputarían el torneo.

## Fórmula de Disputa
- Fase Clasificatoria: Los equipos se distribuir en grupos regionalizados. Los enfrentamientos serán dentro del mismo grupo, en partidos de ida y vuelta;
- Fase final: Los ocho mejores equipos avanzan para la fase de cuartos de final, enfrentándose en cruce olímpico con partidos de ida y vuelta, siendo el partido final en la casa del equipo de mejor campaña; Los ganadores del enfrentamiento avanzan hacia la semifinal y posteriormente hacia la final.

## Fase Classificatória
La FGF aún no ha ofrecido la composición de los grupos y la tabla de la competición tras la retirada de otros cuatro equipos.